# Darjeeling
Darjeeling (tiếng Nepal: दार्जिलिङ) là một thành phố thuộc bang Tây Bengal của Ấn Độ. Nó nằm trên dãy Mahabharata (còn gọi là dãy Tiểu Himalaya) ở độ cao 6.700 ft (2.042,2 m). Nó nổi danh nhờ nền công nghiệp trà, góc nhìn lên núi Kangchenjunga (núi cao thứ ba thế giới), và tuyến đường sắt Himalaya Darjeeling, một di sản thế giới UNESCO. Darjeeling là trung tâm huyện Darjeeling, một huyện miền núi bán tự trị nằm trong bang Tây Bengal. Nơi đây là một điểm du lịch nổi tiếng Ấn Độ.
Văn sử của thành phố bắt đầu từ đầu thế kỷ XIX khi chính quyền thực dân của Raj thuộc Anh dựng khu an dưỡng và quân đồn trong vùng. Sau, đồn điền chè mọc lên khắp vùng, người trồng chè lai ra những giống trà đen và tạo ra kĩ thuật lên men mới. Kết quả là thứ trà Darjeeling nổi tiếng toàn cầu, nằm trong số những thứ trà đen được ưa chuộng nhất. Tuyền đường sắt Himalaya Darjeeling nối thành phố với miền đồng bằng và là một trong số ít tuyến tàu lửa hơi nước còn hoạt động của Ấn Độ.
Darjeeling có nhiều trường tư kiểu Anh, lôi kéo học sinh từ khắp nơi trên Ấn Độ và cả các nước láng giềng. Sự đa dạng văn hóa thể hiện rõ trên thành phần dân tộc tại thành phố, gồm người Lepcha, Khampa, Gorkha, Newar, Sherpa, Bhutia, người Bengal và những nhóm dân tộc khác của Ấn Độ. Darjeeling, cùng Kalimpong gần đó, từng là tâm điểm phong trào Gorkhaland thập niên 1980 và mùa hè 2017.

## Địa danh
Cái tên Darjeeling bắt nguồn từ tiếng Tạng, ghép từ Dorje, tức kim cương chử của thần Indra, và ling, nghĩa là "nơi", "vùng đất".

## Lịch sử

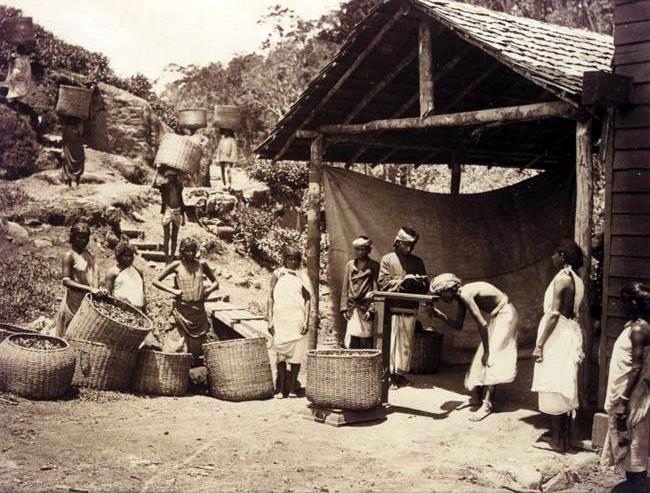
Nơi họp bán chè Darjeeling, chừng năm 1890.

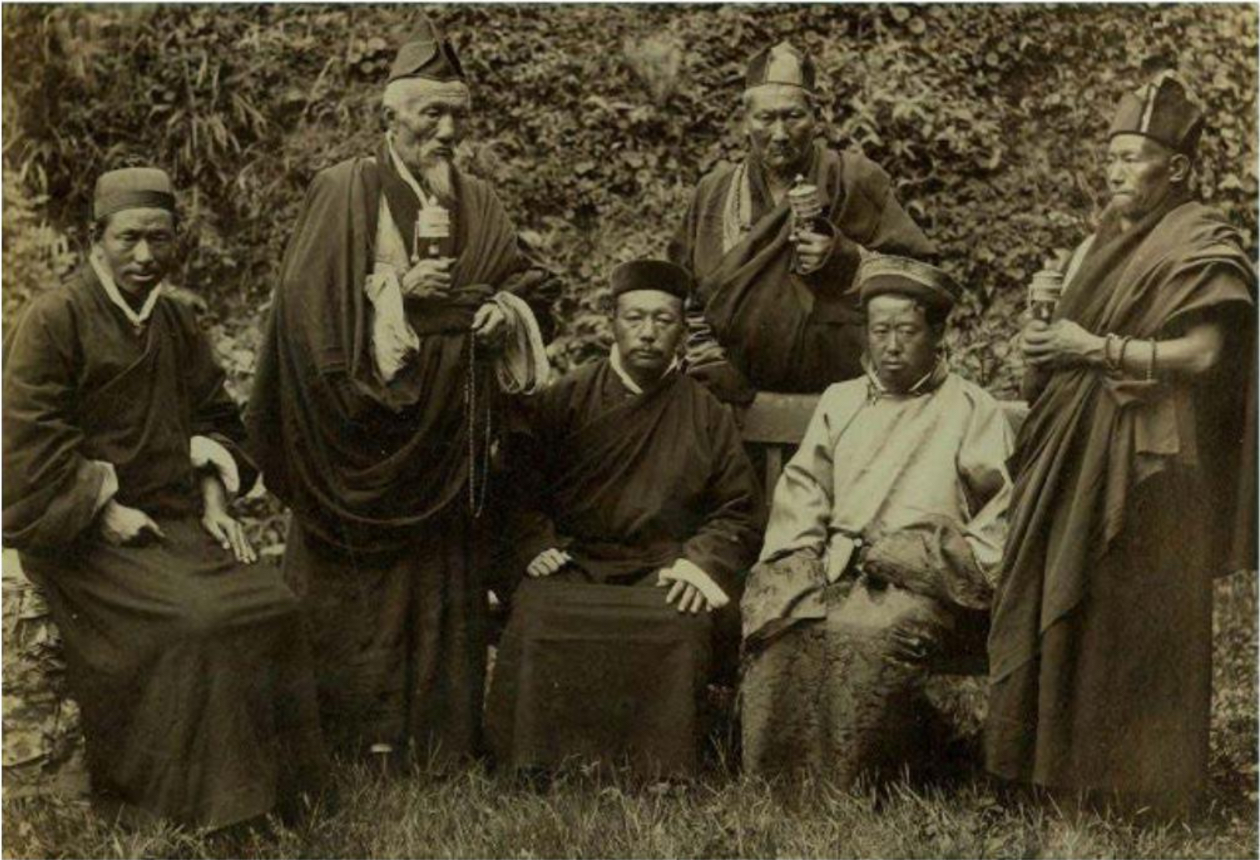
Vua Sikkim ở Darjeeling khoảng năm 1900

Lịch sử Darjeeling gắn với của Nepal, Sikkim, Ấn Độ thuộc Anh, và Bhutan. Cho tới đầu thế XIX, vùng đồi núi quanh Darjeeling nằm trong tay Vương quốc Sikkim với chỉ một vài làng người Lepcha và Kirat. Chogyal (vua) của Sikkim thất bại trên chiến trường khi đối mặt với người Gorkha của Nepal.
Từ năm 1780, người Gorkha đặt ra nhiều chiến lược nằm thâu tóm cả vùng Darjeeling. Đến đầu thế kỷ XIX, họ tràn quân khắp Sikkim, ra xa tận sông Teesta, chiếm giữ và hợp nhất Terai (toàn vùng Terai nay thuộc chủ quyền Nepal). Trong lúc đó, người Anh nhúng tay vào nhằm tránh việc người Gorkha chiếm cả vùng biên giới phía bắc. Chiến tranh Anh-Gorkha nổ ra năm 1814, kết quả là người Gurkha thất bại rồi phải kí hiệp ước Sugauli năm 1816. Theo hiệp ước này, Nepal phải nhượng tất cả lãnh thổ mà người Gorkha đã chiếm từ tay Chogyal của Sikkim cho công ty Đông Ấn Anh Quốc (tức vùng nằm giữa sông Mechi và sông Teesta). Đến năm 1817, qua hiệp ước Titalia, công ty Đông Ấn Anh Quốc (BEIC) tái lập vương vị cho Chogyal của Sikkim, trả cho ông vùng giữa sông Mechi và sông Teesta và đảm bảo quyền lực cho Chogyal.
Năm 1828, một phái đoàn công ty Đông Ấn đến vùng biên giới Nepal-Sikkim ngừng chân tại Darjeeling và quyết định rằng đây là nơi thích hợp để lập khu an dưỡng. Công ty thuê một vạt đất phía tây sông Mahananda năm 1835. Năm 1849, quản lý viên Archibald Campbell cùng nhà thám hiểm kiêm thực vật học Joseph Dalton Hooker bị Chogyal của Sikkim bắt giam. BEIC gởi quân đến nhằm giải thoát họ. Những va chạm liên tiếp giữa BEIC và chính quyền Sikkim dẫn đến việc Sikkim mất 640 dặm vuông Anh (1.700 km2) lãnh thổ năm 1850. Năm 1864, hoàng thân Bhutan và người Anh ký hiệp ước Sinchula giao những con đèo vượt núi và Kalimpong cho Anh. Xích mích giữa Sikkim và Anh cuối cùng gây ra một cuộc chiến, với kết quả là một hiệp ước nữa được ký và người Anh thu về vùng đất phía đông Teesta năm 1865. Đến năm 1866, huyện Darjeeling đã có phạm vi lãnh thổ như ngày nay, rộng 1.234 dặm vuông Anh (3.200 km2).

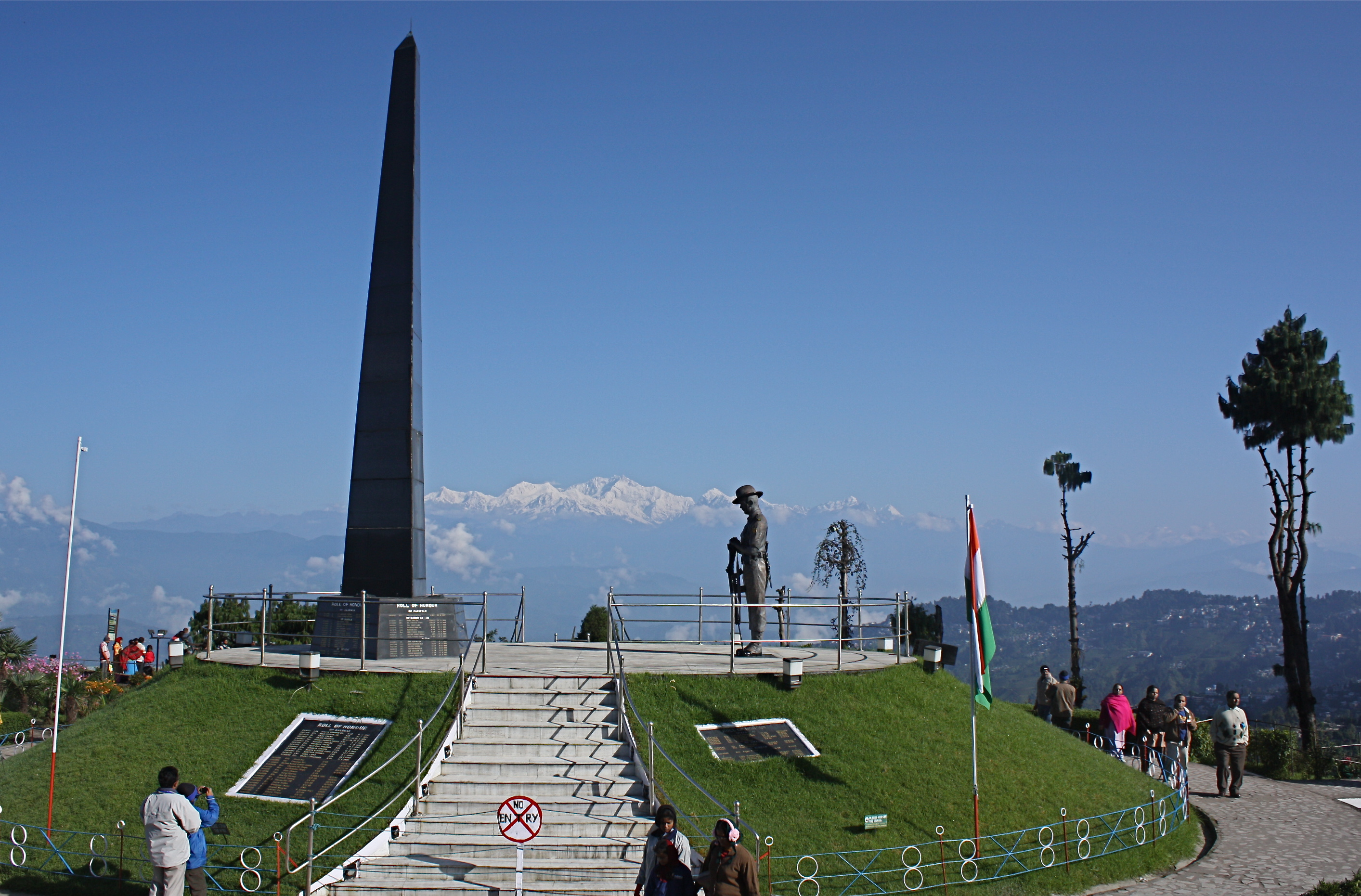
Đài tưởng niệm chiến tranh Darjeeling. Có thể thấy núi Kangchenjunga trên nền hình.

Dưới quyền Raj thuộc Anh, tiết trời ôn hòa của Darjeeling dẫn đến việc nó trở thành một trạm đồi cho những người Anh muốn đi lánh mùa hè oi nóng dưới xuôi. Như một khu an dưỡng và resort, Darjeeling phát triển nhanh chóng. Arthur Campbell, một bác sĩ phẫu thuật, và Trung úy Robert Napier là người nhận trách nhiệm lập trạm đồi ở đây. Nỗ lực của Campbell nhằm phát triển trạm đồi, thu hút dân nhập cư đến canh tác và kích thích mua bán làm dân số Darjeeling tăng gấp trăm lần từ năm 1835 đến 1849. Tuyến đường đầu tiên nối Darjeeling với miền xuôi được xây từ năm 1839 tới 1842. Năm 1848, một quân đồn cho lính Anh được lập nên. Nghề trồng chè thương mại khơi mào từ năm 1856, lôi cuốn một số chủ đồn điền người Anh. Darjeeling trở thành thủ phủ mùa hè của Quận Bengal (Bengal Presidency) từ năm 1864. Những nhà truyền giáo gốc Scotland nhận việc xây trường học và trung tâm phúc lợi cho dân Anh, đặt nền móng cho cái tiếng "trung tâm giáo dục" Darjeeling. Tuyến đường sắt Himalaya Darjeeling khai thông năm 1881 càng đẩy mạnh sự đi lên của vùng. Năm 1899, Darjeeling hứng chịu những trận sạt lở đất lớn gây hậu quả nghiêm trọng cho cả thành phố và dân cư.